# 豪强
豪强是指規模較大的地方势力和家族团体，源自漢朝時对一些影响力较大的乡绅的称呼。势力强大的豪绅自古就有，其中一些本身是官方赐予食邑的贵族和官僚士族，另一些虽然是无官无禄的平民但占有大量土地和财富，手下還控制著不少依附于其私有土地维持生计的劳动力人群（佃客）和受其雇佣的门客，其中许多是可用作私人武装（部曲、打手或杀手）的壮丁、流民、游侠和佣兵。
豪强虽在名义上不是官僚制度的一部分，但在“皇权不下县”的时代是地方政府赖以协作的地方自治势力，因此在基层有着很大的话语权。同时，豪强还可通过行贿、献金、联姻和私交的方式与当地（甚至中央）的官员和吏员建立人脉网络和利益链，从而得到政治和法律上的保护，并在政策上优先获得有利的安排（比如可以民营企业的身份参与从事冶铁、煮盐、铸钱等有垄断性暴利的工商业活动），甚至可以逃避纳税或徭役，最终成为地方上实际的特权阶级。有些豪強则会成为黑社会利用自己的财力和私人武装强行兼併或破坏其他平民的不动产，並指使或纵容自家的族人、门客和仆从随意霸凌其他乡民、奴役或贩卖人口、从事绑架、抢劫、勒索、奸淫、斗殴、谋杀或窝藏罪犯等违法行为，甚至公然抗税或對抗官府执法，成为实际意义上“天高皇帝远”的土皇帝。
在主要奉行奴隶制和封建制的先秦时期，地方豪强通常是拥有世袭封地的王亲贵族，比如著名的战国四公子。秦朝在统一天下后废除封地推行郡县制，地方豪强变成了自由民，主要是些积累了颇多资产的地主。西汉建立初期为了安抚反秦起义的诸方势力，实施了分封—郡县混合并行的国家制度，加上文景之治时期为了休养生息奉行道家“无为而治”的小政府政策，使得地方豪强林立。汉武帝登基后推崇外儒内法，在削藩的同时为了巩固中央集权也必须遏制豪強的膨脹，就借着修建茂陵將關東的豪强势力遷徙到关中，同時任用酷吏审查并誅殺了不少豪強（其中包括著名的游侠郭解）。东汉时，因为光武帝是依赖南阳和河北两地的豪强支持才得以推翻新朝并登基大位，不得不妥协让利，豪强除了在地方有影響力，還在各级政府中担任官职。東漢時崇尚儒學，一些豪強也開始學習儒家經典以便文职，並且開始利用察举制的相互推荐壟斷仕途，逐漸演變成經濟、政治和文化上皆有實力的门阀大族。这些豪强大族对国家政治经济的垄断一直延续到了隋唐时期，直到科举制的普及和黄巢之乱与白马驿之祸对关陇大族的大规模屠杀才被终结，但乡绅作为垄断地方的特权阶级一直到清朝雍正推行官绅一体当差纳粮和摊丁入亩并通过文字狱政治迫害打压地方势力才受到重创。但晚清各地民乱纷起，特别是太平天国和捻军之乱后地主士绅纷纷开始操办团练和乡勇，对辛亥革命最终推翻帝制起了颇大的推动作用，其中一些士绅在民国时期重新崛起成为能渗透军、政、文、商各界的“土豪劣绅”。中华人民共和国成立后，这些豪绅被中共视为剥削阶级，在土地改革中被批斗并没收土地财产，在后来的文化大革命中被基层民主自治的人民公社彻底取缔，但在改革开放后以私人企业家为核心的民间团体开始再次兴起，其中一些甚至勾结地方政府和执法机构中的贪腐人员获取保护伞成为不利于维稳的村霸和黑社会，是扫黑除恶专项斗争的主要严打对象。